# Schener Remsi
Schener Chjussein Remsi (auch Shener Hyusein Remzi geschrieben, bulgarisch Шенер Хюсеин Ремзи; * 18. August 1975 in Rasgrad, Bulgarien) ist ein ehemaliger bulgarischer Fußballspieler.

## Karriere
2006 kam er zu FC Dunaw Russe in die B Grupa, die zweite bulgarische Liga. Im Sommer 2006 nahm ihn Ligakonkurrent FC Tschernomorez Burgas unter Vertrag, mit dem er am Ende der Saison 2006/07 aufstieg. Im Jahr 2008 wechselte er auf Leihbasis zum Lokalrivalen Naftex, mit dem er in der Spielzeit 2008/09 den Aufstieg verpasste. Er kehrte zu Tschernomorez zurück, wo er in der folgenden Spielzeit jedoch kaum eingesetzt wurde. Im Jahr 2010 ging er zu Ludogorez Rasgrad in seine Heimatstadt. Mit dem Klub erreichte er in der Saison 2010/11 den Aufstieg, ehe er seine Laufbahn beendete.